# Golán (película)
Golán es una película colombiana de 2024 dirigida por Orlando Culzat y protagonizada por Jacobo Vera, Marcela Agudelo, Jaime Andrés Castaño, Laura Sher y Ralph Wirth.

## Sinopsis
Un improvisado viaje en familia lleva a Pedro a cruzar el umbral hacia una realidad que jamás imaginó. En su vínculo con Margarita, experimenta una forma de libertad que desafía sus certezas y remueve emociones que creía dormidas. Frente a la pérdida de su ingenuidad, deberá descubrir su propio camino y definir el hombre en el que desea convertirse.

## Reparto
- Jacobo Vera es Pedro
- Marcela Agudelo es Inés
- Jaime Andrés Castaño es Carlos
- Laura Sher es Margarita
- Ralph Wirth es Andrés
- Aura Gómez es María José
- Leonardo Contreras es Felipe
- Yoy Rave es Nicolás
- Farid Zorrilla es Rober
- Hilda Ruiz es Flor

Fuente:

## Producción y estreno
El guion fue seleccionado en el Laboratorio de Guion del Festival de Cine de Cali en 2015. Ese mismo año obtuvo el galardón a mejor pitch en el Laboratorio de Guion del Festival de Cine de Villa de Leyva, y en 2016 consiguió una beca de la Fundación Carolina para el desarrollo de proyectos cinematográficos en España.
El filme fue rodado en los alrededores del municipio de Calima, en el Valle del Cauca. Tras participar en diferentes festivales entre 2024 y 2025, el filme tuvo su estreno en salas de cine colombianas el 21 de agosto de 2025.

## Premios y reconocimientos
En el Festival de Cine de Cali de 2024, Orlando Culzat ganó el premio a mejor director. Ese año el filme obtuvo una nominación al premio Biznaga de Oro en el Festival de Málaga.